# Problema del trigo y del tablero de ajedrez
El denominado problema del trigo y del tablero de ajedrez (a veces puede aparecer expresado en términos de granos de arroz), es un problema matemático cuyo enunciado es el siguiente, palabras más, palabras menos:

“Si se colocase sobre un tablero de ajedrez (lo suficientemente grande) un grano de trigo en el primer casillero, dos en el segundo, cuatro en el tercero y así sucesivamente, doblando la cantidad de granos en cada casilla, ¿cuántos granos de trigo habría en el tablero al final?”

## Generalidades
El problema puede ser resuelto mediante la realización de una relativamente simple suma, la cual es engorrosa de hacer a mano. Debido a que en un tablero de ajedrez existen 64 (8×8) casillas y asumiendo que el número de granos se duplica en cada uno, entonces la suma de granos sería 1 + 2 + 4 + 8...+ 263. Solo en la última casilla habrá un número total de granos de  9 223 372 036 854 775 808 .
Un poco más de 9 trillones en la escala numérica larga, lo que es una cifra mucho más alta de lo que la mayoría de la gente esperaría de forma intuitiva.
En total serían 18 446 744 073 709 551 615 de granos de trigo.
Este problema puede ser usado para explicar el funcionamiento de los exponentes, además del muy rápido crecimiento que en general caracteriza a las series exponenciales y de las secuencias geométricas. También se puede utilizar para explicar la notación matemática de la sigma mayúscula, la cual permite simplificar mediante la utilización del símbolo de la sumatoria la representación de este tipos de largas adiciones.
Cuando es expresada en términos de exponentes, la serie geométrica correspondiente es: 20 + 21 + 22
 + 23... y así sucesivamente hasta 263. La base de cada exponenciación, el número natural 2, expresa que el incremento será del doble con cada casilla, mientras que los exponentes representan la posición de cada casilla: 0 para el primer casillero, 1 para el segundo, 2 para el tercero, etc.

## Soluciones
La solución de fuerza bruta consiste en duplicar manualmente cada potencia de dos e ir acumulando el sumatoria correspondiente a esa serie geométrica.
{\displaystyle T_{64}=1+2+4+\cdots +9\;223\;372\;036\;854\;775\;808}
donde {\displaystyle T_{64}} corresponde al número total de granos.
La serie puede ser expresada como exponentes:
{\displaystyle T_{64}=2^{0}+2^{1}+2^{2}+\cdots +2^{63}}
y representarse en notación de sumatoria (sigma mayúscula) como:
{\displaystyle T_{64}=\sum _{i=0}^{63}2^{i}}
También puede resolverse de forma mucho más fácil por medio de:
{\displaystyle T_{64}=2^{64}-1}
Una prueba de lo cual es:
{\displaystyle s=2^{0}+2^{1}+2^{2}+\cdots +2^{63}}
Multiplicar cada lado por 2:
{\displaystyle 2s=2^{1}+2^{2}+2^{3}+\cdots +2^{63}+2^{64}}
Restar o sustraer la serie original de cada lado:
{\displaystyle 2s-s=-2^{0}+2^{64}}
resultando:
{\displaystyle s=2^{64}-1\quad =\quad 18\;446\;744\;073\;709\;551\;615}

### ¿Cuánto trigo es?
Para hacernos una idea de la cantidad de trigo de la que estamos hablando podemos estimar que en un kilogramo de trigo hay unos 20 000 granos. Lo cual nos permite realizar los siguientes cálculos:
{\displaystyle {\cfrac {18\;446\;744\;073\;709\;551\;615\;granos}{20\;000\;granos/kg}}=922\;337\;203\;685\;477\;kg}
En toneladas métricas son:
{\displaystyle 922\;337\;203\;685\;Tm}
La producción mundial de trigo de la cosecha del año 2017, según la FAO, fue de:
{\displaystyle {\begin{array}{lrl}{\acute {A}}frica&27\;153\;529&Tm\\Am{\acute {e}}rica&106\;754\;182&Tm\\Asia&335\;444\;298&Tm\\Europa&270\;142\;633&Tm\\Ocean{\acute {\imath }}a&32\;223\;937&Tm\\\hline Total&771\;718\;579&Tm\end{array}}}
Por lo tanto, tomando este valor como cosecha anual media, se deberían poner sobre el tablero las cosechas mundiales de:
{\displaystyle {\cfrac {922\;337\;203\;685}{771\;718\;579}}{\cfrac {Tm}{Tm/a{\tilde {n}}o}}=1\;195,17\;a{\tilde {n}}os}
Por lo tanto serían necesarias las cosechas mundiales de 1195 años para sumar esa cantidad de trigo.

## Origen e historia
Las historias acerca de la invención del ajedrez varían. No obstante, todas ellas incorporan exactamente el mismo problema de progresión geométrica y el cuento en cuestión, al margen de las distintas variantes que existen del mismo, siempre gira alrededor de los mismos lineamientos:
Cuando el creador del juego del ajedrez (en algunas historias un antiguo matemático de la India y en otras un drávida vellalar legendario llamado Sessa o Sissa) mostró su invento al rey de un lejano país de Oriente, este último estaba tan satisfecho que le dio al inventor el derecho de que él mismo decidiese cuál sería su recompensa por tal creación. El hombre, que era muy sabio, le pidió al rey algo que de buenas a primeras aparentaba ser bastante humilde: que por el primer casillero del tablero de ajedrez, él debía recibir un grano de trigo (o de arroz en algunas variantes del cuento), dos por el segundo, cuatro por el tercero, y así sucesivamente, duplicando la cantidad cada vez.
El rey, que no se caracterizaba por saber mucho de aritmética, rápidamente aceptó el pedido realizado por el inventor, incluso ofendiéndose debido a su errada percepción de que lo que estaba pidiendo era demasiado poco como contrapartida por haber inventado nada menos que el ajedrez, y le ordenó a su tesorero que contase los granos de trigo correspondientes y que se los entregase al inventor. No obstante, en otra variante de la historia el ofendido rey ordenó que le entregaran un saco de trigo y que se fuera, sin darse cuenta de que la cantidad de granos pedidos era en realidad muchísimo mayor que eso.
Cuando el tesorero se tomó nada menos que más de una semana en realizar el cálculo de los granos de trigo adeudados al creador del ajedrez, el monarca le preguntó acerca de la razón de su tardanza. Fue entonces ahí que el contador real le dio entonces el resultado de su cálculo y le explicó que habría que darle al inventor una cantidad de granos cuyo valor era superior a todos los activos del reino. La historia termina con el súbitamente enriquecido inventor convirtiéndose en el nuevo rey, aunque en otras variantes de la misma el monarca engañado termina ordenando el castigo del inventor.

## Aplicaciones pedagógicas
Este ejercicio puede usarse para introducir algunos importantes conceptos matemáticos tales como los exponentes, la potencia de cero, la sumatoria, la a veces denominada “notación de sigma mayúscula” y las series geométricas. E incluso algunas variaciones del problema pueden ser usadas para explicar algunos temas matemáticos más avanzados, tales como el apretado empacado hexagonal, el cual intenta responder con la mayor precisión posible a la pregunta ¿cómo de grande debería ser un tablero de ajedrez para poder alojar la gran cantidad de trigo que debería alojarse en su último casillero, asumiendo que cada grano del mismo fuese una perfecta esfera de un determinado tamaño? Y en particular sirve como una demostración práctica acerca de lo muy rápido que crecen las series exponenciales.

## Segunda mitad del tablero de ajedrez

Una ilustración del principio.

En lo que respecta a la denominada “estrategia tecnológica” para la resolución de problemas de este tipo, “la segunda mitad del tablero de ajedrez” (en inglés, the second half of the chessboard) es una frase acuñada por Raymond “Ray” Kurzweil, en referencia al punto donde cierto factor de un crecimiento exponencial comienza a tener un significativo impacto económico en toda la estrategia de negocios de una determinada organización.
Mientras que el número de granos de arroz que se va acumulando en la mitad superior del tablero (es decir, en los 32 primeros casilleros) ya de por sí es bastante grande, la cantidad de la segunda mitad es muchísimo mayor (nada menos que 232 o poco más de 4000 millones de veces más grande).
El número de granos de arroz de la primera mitad tablero de ajedrez es 1 + 2 + 4 + 8... + 2 147 483 648, haciendo un total de 4 294 967 295 (232 − 1) granos de arroz, o de cerca de 100 toneladas métricas de arroz (asumiendo una masa promedio de 25 miligramos para cada grano de arroz). La producción anual de arroz de la India es aproximadamente 1 200 000 veces mayor que esa cantidad.[cita requerida]
El número de granos de arroz de la segunda mitad del tablero de ajedrez sería 232 + 233 + 234 ... + 263, para un total de 264 − 232 granos de arroz (el cuadrado del número de granos acumulados en la primera mitad del tablero sumado a sí mismo).
De hecho, como cada casillero contiene un grano más que el total acumulado en todos los casilleros anteriores, por lo tanto tan solo el primer casillero de la segunda mitad del tablero contiene una unidad más de los mismos que toda la primera mitad. En otras palabras, ya de por sí el primer casillero de la segunda parte (es decir, el número 33) contendría un grano más que los 32 casilleros de toda la primera mitad combinados.
Y solo en el casillero número 64 del tablero habría 263 = 9 223 372 036 854 775 808 (poco más de 9 trillones en la denominada escala numérica larga) granos de arroz, o poco más de dos mil millones de veces que los acumulados es la primera mitad del tablero,
En todo el tablero de ajedrez serían 264 − 1 = 18 446 744 073 709 551 615 granos de arroz, pesando unas 461 168 602 000 toneladas métricas, lo cual equivaldría a una hipotética gigantesca montaña de arroz más grande que el propio monte Everest, lo que es alrededor de mil veces la producción global de arroz en 2011, la cual equivalió a unas 476 millones de toneladas métricas.